# Zakspeed
A Zakspeed foi uma equipe alemã de Fórmula 1 onde correu de 1985 à 1989. Foi fundada em 1968 por Erich Zakowski, inicialmente como uma equipe para a DRM (atual DTM).
Competiu, ainda, na extinta CART, em associação com a Forsythe. Hoje, disputa a ADAC GT Masters.

## Passagem na Fórmula 1

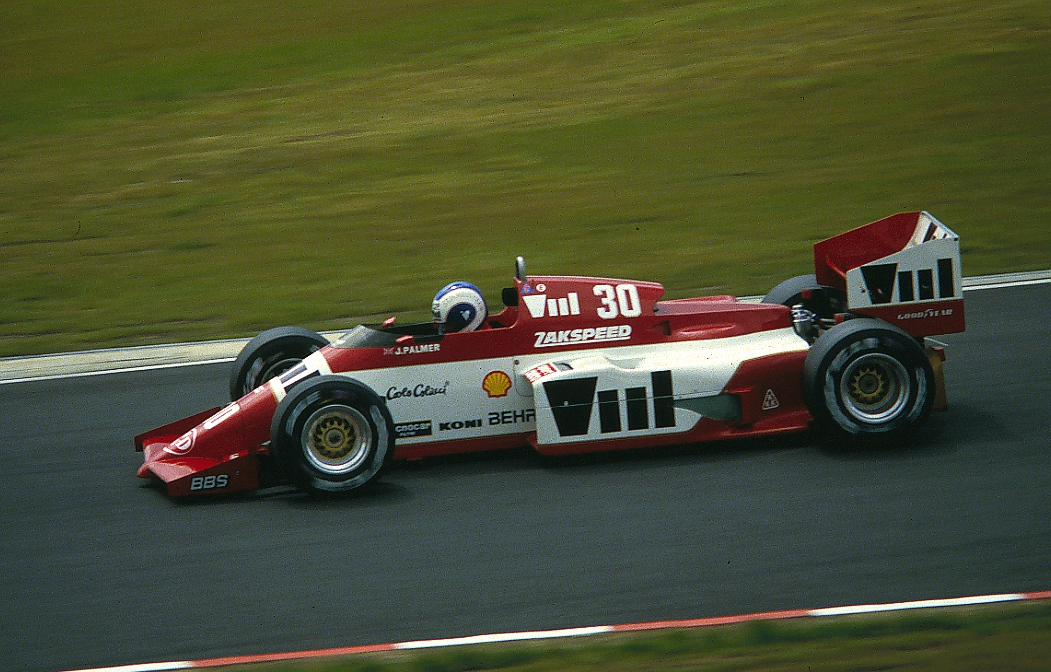
O Zakspeed 841 de Jonathan Palmer no GP da Alemanha de 1985.

Na Fórmula 1, teve como pilotos os alemães Christian Danner e Bernd Schneider, o holandês Huub Rothengatter, os ingleses Martin Brundle e Jonathan Palmer, o italiano Piercarlo Ghinzani e o japonês Aguri Suzuki. Suas peculiaridades eram o patrocínio dos cigarros West, que patrocinariam a McLaren entre 1997 e 2005, e os motores de 4 cilindros que recebiam o nome da equipe até 1988.
Estreou no Grande Prêmio de Portugal de 1985, lembrado pela primeira vitória do brasileiro Ayrton Senna na categoria. Em 74 corridas, o máximo que a Zakspeed obteve foi o 5° lugar de Brundle no Grande Prêmio de San Marino de 1987.
Com os propulsores da Yamaha, a Zakspeed largou em apenas 2 provas da temporada de 1989, tendo amargado 13 não-classificações consecutivas. A última corrida em que a equipe alemã se inscreveu foi o Grande Prêmio da Austrália, onde também não conseguiu vaga no grid.

## A curta experiência na CART
Em 2001, 12 anos após a experiência na F-1, a Zakspeed voltou a disputar uma categoria top do automobilismo em 2001, quando competiu na CART em parceria com a Forsythe, que inscreveu um terceiro carro para o norte-americano Bryan Herta. A parceria não foi renovada para 2002 e a Zakspeed deixou a CART após o encerramento da temporada. 